# Nenhum de Nós
Nenhum de Nós est un groupe brésilien de rock, originaire de Porto Alegre, Rio Grande do Sul. Le groupe est composé de Thedy Corrêa (chant), Sady Homrich (batterie), Carlos Stein (guitare) et Veco Marques (guitare).
Avec une carrière de plus de trois décennies, douze albums studio, six albums live et trois DVD, le groupe donne plus de 2 000 concerts et vendu plus de 3,5 millions d'albums.

## Histoire

### Débuts et succès national
Carlos Stein et Sady Homrich se rencontrent en première année d'école primaire et plus tard, en cinquième année, ils font la connaissance de Thedy Corrêa. À l'université, Stein est l'un des fondateurs du groupe Engenheiros do Hawaii. Après deux concerts, il quitte le groupe pour former Nenhum de Nós avec Corrêa et Homrich. Quelque temps plus tard, on leur demande d'ouvrir un concert de DeFalla à la Sociedade dos Amigos da Praia do Imbé (SAPI). Antônio Meira, un producteur, est attiré par leur musique, les signent chez BMG Ariola, et enregistrent leur premier album. L'album, homonyme, sort en 1987 et se vend à 30 000 exemplaires.
En 1988, la chanson-titre de leur premier album, Camila, Camila, devient un succès national, atteignant la troisième place des charts brésiliens. Ce succès conduit à de nouveaux concerts à Rio de Janeiro et São Paulo, et à la sortie du deuxième album. Cardume, produit par Reinaldo Barriga, sort en mars 1989 et se vend à 250 000 exemplaires,, valant au groupe son premier disque d'or. L'album comprend Astronauta de Mármore, une reprise du morceau Starman de David Bowie, qui est la chanson la plus jouée au Portugal cette année-là,.
En 1990, le groupe s'adjoint les services du guitariste Veco Marques. Le troisième album du groupe sort la même année, Extraño, avec de fortes influences de la musique gaucho, avec Luiz Carlos Borges. La chanson Extraño fait l'objet d'un clip qui a un grand retentissement à l'époque. Le morceau Sobre o Tempo est inclus dans la bande-son de la telenovela Barriga de Aluguel de Rede Globo, et reçoit un clip spécial sur Fantástico (tout comme O Astronauta de Mármore), ce qui stimule les ventes de l'album, qui atteignent 50 000 exemplaires vendus. En 1991, ils se produisent à Rock in Rio II, l'avant-dernier jour du festival, avec João Vicenti en tant que musicien invité,. En juin de l'année suivante, le quatrième album studio du groupe sort, également homonyme, avec des influences de la pop des années 1970. Le clip de l'un des singles de l'album, Ao Meu Redor, est élu meilleur au Brésil par le public de MTV Brésil et le groupe est allé à Los Angeles pour représenter le Brésil aux MTV Video Music Awards de 1992. L'album contient également une reprise du morceau Sangue Latino (du groupe Secos e Molhados), qui fait l'objet d'une version dansante et est diffusée sur des stations de radio dans tout le pays, ainsi que Jornais, dont le clip connait un grand succès dans le cadre du Top 20 Brésil de MTV.
Après avoir résilié leur contrat avec BMG, le groupe se lance dans un nouveau projet et passe l'année 1993 entre les tournées pour leur quatrième album et l'écriture d'une nouvelle œuvre.

### Phase indépendante

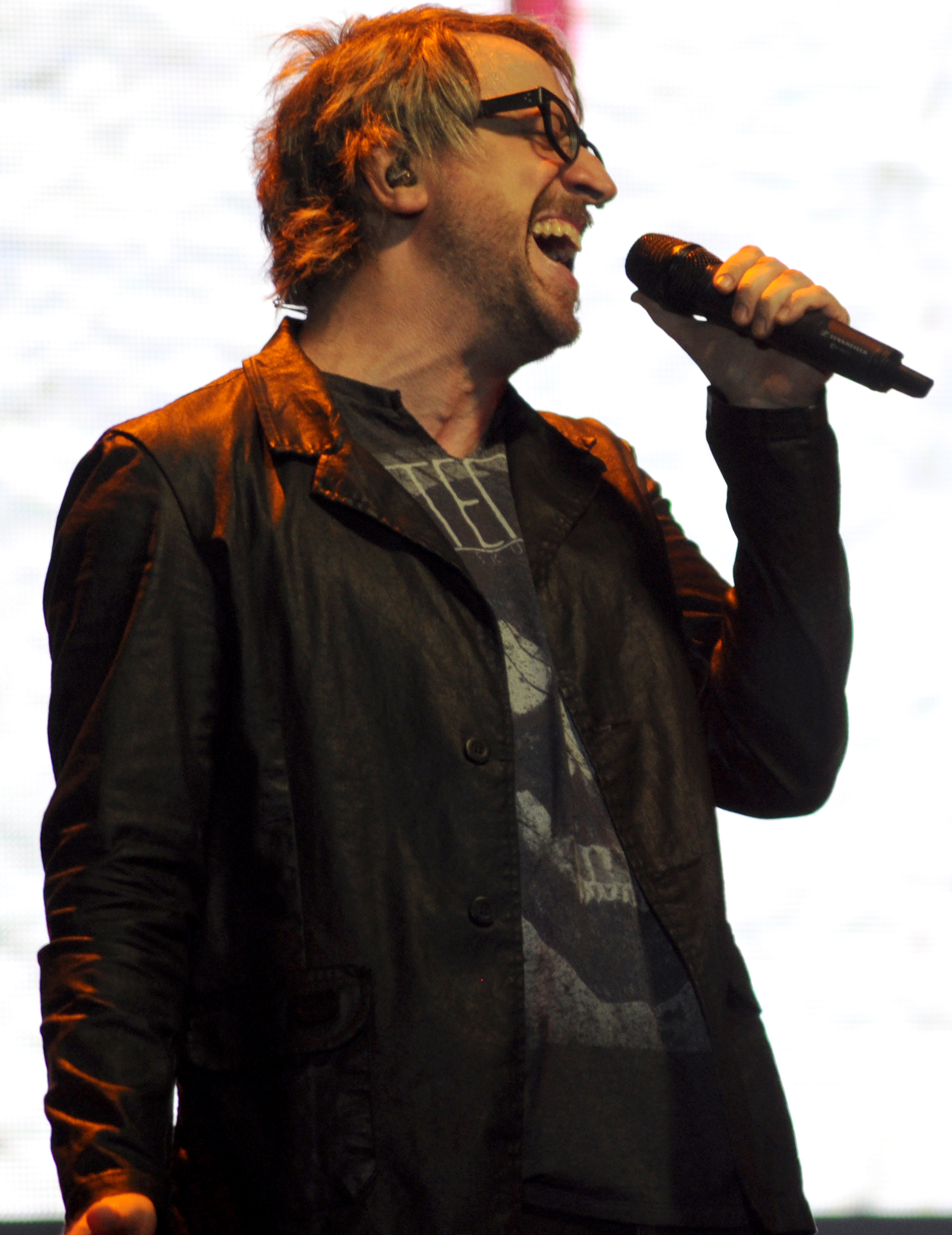
Thedy Corrêa.

En 1994 sort Acústico ao Vivo, le premier album live du groupe, enregistré au Theatro São Pedro le 30 mars de la même année. Cet album vaut au groupe son deuxième disque d'or,,. La chanson Diga a Ela sort en tant que single de l'album, et fait l'objet d'un clip live à forte rotation sur MTV.
En 1996, le sixième album de la carrière du groupe sort sur le label Velas, le premier sur lequel João Vicenti est reconnu comme membre officiel du groupe. Mundo Diablo comprend des collaborations avec Edgard Scandurra (Ira!), Herbert Vianna (Os Paralamas do Sucesso), Flávio Venturini (14 Bis) et Fito Páez. En 1997, le groupe se produit le 1er février au festival Planeta Atlântida, qui accueille le même jour Skank. Entre-temps, le clip de Vou Deixar Que Você se Vá devient numéro un sur Disk MTV. En décembre 1998, l'album Paz e Amor, produit par Sacha Amback, sort. L'album est influencé par le nouveau rock anglais et contient des éléments de musique électronique. L'album Onde Você Estava em 93 ?, enregistré en 1993, ne sort qu'en 2000 sur le label Antídoto, BMG l'ayant rejeté pour cause de « non-commercialité ».
Le 5 janvier 2001 sort Histórias Reais, Seres Imaginários, un album très bien accueilli par le public et qui garantit également un clip pour Amanhã ou Depois, un morceau qui reste dans les charts pendant des semaines et marque le retour du groupe sur les scènes de tout le Brésil. En 2003, Acústico ao Vivo 2 sort, enregistrant les succès du groupe pour la deuxième fois au Theatro São Pedro. Il s'agit de la première sortie du groupe sur le label Orbeat, où la chanteuse Thedy Corrêa est chargée de l'enregistrement. Bien qu'il s'agisse de leur deuxième album live et du deuxième en format acoustique, c'est le premier à être disponible en DVD. Comme le premier album acoustique, il se vend à 100 000 exemplaires et vaut au groupe son troisième disque d'or.
En 2005, l'album Pequeno Universo sort, avec 11 chansons inédites et deux réenregistrements, Eu e Você Sempre et Raquel, par Jorge Aragão et Jorge Drexler, respectivement. Le 24 mars 2007, le groupe enregistre son troisième album live et le deuxième DVD de sa carrière au Parque da Harmonia à Porto Alegre, intitulé A Céu Aberto, pour célébrer son 20e anniversaire.
En 2011, le groupe sort son dixième album studio, Contos de Água e Fogo, avec Duca Leindecker et Leoni. En 2013, le groupe sort l'album Contos Acústicos de Água e Fogo, le troisième DVD de leur carrière, qui comprend des versions acoustiques des titres de l'album précédent et d'autres succès du groupe. En 2015, le groupe sort l'album Sempre é Hoje, qui donne naissance aux singles Milagre et Foi Amor, ce dernier mettant en vedette Roberta Campos. En 2018, le groupe sort l'EP Doble Chapa, composé de six titres.
Pendant la pandémie de Covid-19, le groupe sort l'EP Feito em Casa, avec six relectures de succès précédents et deux reprises. L'enregistrement est réalisé à distance, avec une apparition de Roberta Campos, et est également publié sur la chaîne YouTube du groupe.

### Décès de João Vicenti
Le 26 mars 2024, le claviériste et accordéoniste de Nenhum de Nós, João Vicenti, décède à l'âge de 58 ans. Il luttait contre un cancer du rein et suivait un traitement dans la capitale de l'État. Ce décès marque la première perte d'un membre de Nenhum de Nós, le groupe n'ayant fait que gagner des membres depuis sa création.

## Discographie

### Albums studio
- 1987 : Nenhum de Nós
- 1989 : Cardume
- 1990 : Extraño
- 1992 : Nenhum de Nós
- 1996 : Mundo Diablo
- 1998 : Paz e Amor
- 2000 : Onde Você Estava em 93?
- 2001 : Histórias Reais, Seres Imaginários
- 2005 : Pequeno Universo
- 2011 : Contos de Água e Fogo
- 2015 : Sempre é Hoje

### Albums live
- 1994 : Acústico ao Vivo
- 2003 : Acústico ao Vivo 2
- 2007 : A Céu Aberto
- 2009 : Paz e Amor - Acústico
- 2013 : Contos Acústicos de Água e Fogo
- 2017 : As + Pedidas

### EP
- 2018 : Doble Chapa
- 2020 : Feito em Casa

### Compilations
- 2012 : Outros

## Distinctions

### Prêmio Açorianos
| Année | Catégorie      | Nommé                           | Résultat |
| ----- | -------------- | ------------------------------- | -------- |
| 2005  | Album de pop   | Pequeno Universo                | Lauréat  |
| 2013  | DVD de l'année | Contos Acústicos de Água e Fogo | Lauréat  |